# Billy Name

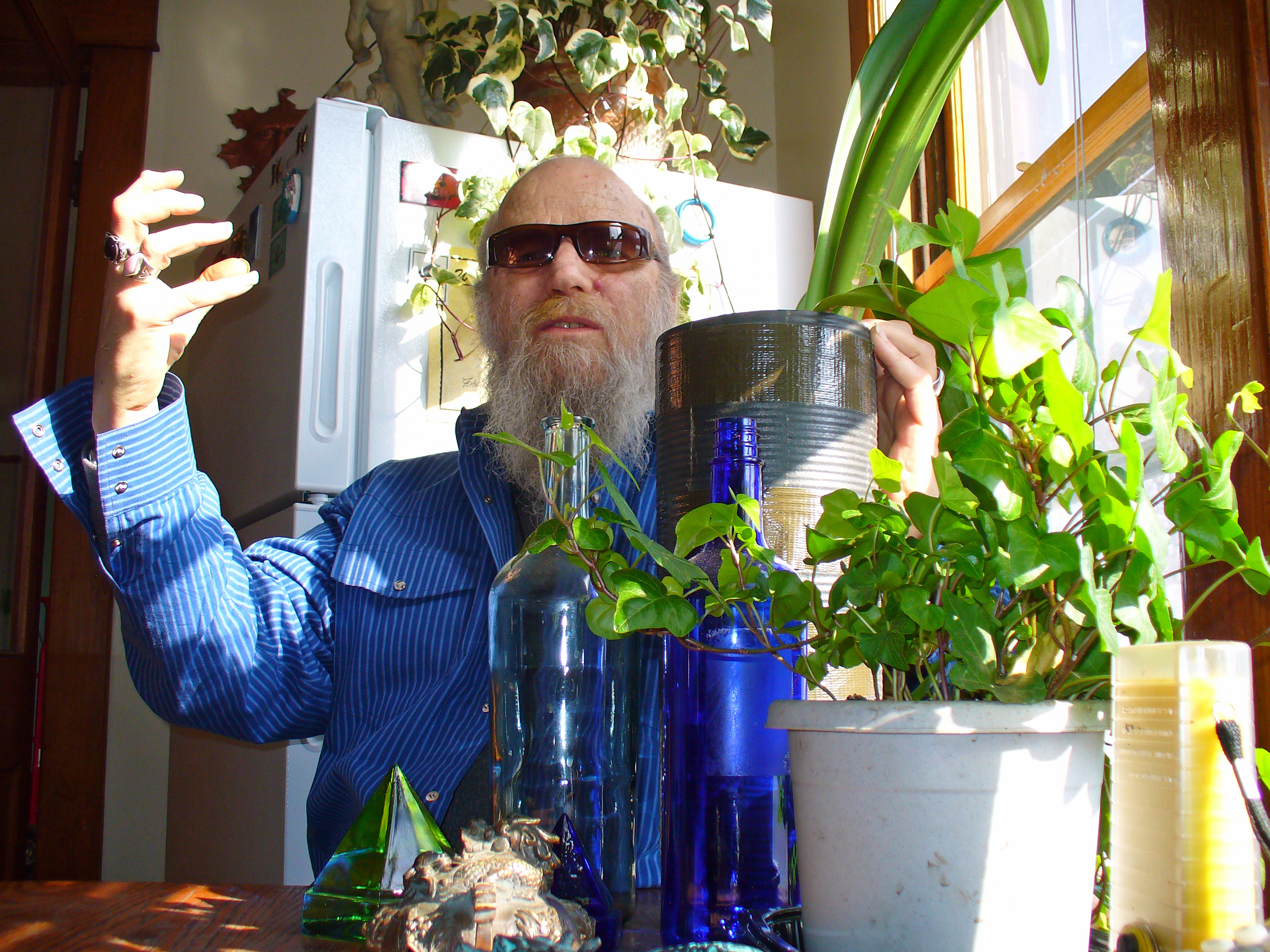
Billy Name (2007)

Billy Name (* 22. Februar 1940 in Poughkeepsie; † 18. Juli 2016; eigentlich William „Billy“ Linich) war ein US-amerikanischer Fotograf, Schauspieler und Filmregisseur und ein „Universalmitglied“ von Andy Warhols Factory.

## Leben
Billy Name zählt zu den vielen skurrilen Individuen des Warhol’schen Kosmos. Ursprünglich war er Beleuchter aus der Off-Broadway-Szene. Linich bzw. Name – er verpasste sich sein Pseudonym auf die Frage nach seinem Namen stante pede mit der Antwort „...my name is name“ – hatte Warhol bereits Ende der 1950er Jahre kennengelernt, als er im New Yorker Restaurant Serendipity 3 als Kellner arbeitete. Später arbeitete er in einem Buchladen für esoterische Schriften und war zu einem Jünger von Grenzwissenschaften geworden.
Der Kontakt zu Warhol entwickelte sich und Name machte sich schnell als Faktotum und Hausmeister in Warhols Factory unentbehrlich. So zeichnete er für das komplett silberfarben gehaltene Interieur von Warhols erstem Studio (die silberne Factory) verantwortlich. Als Fotograf lieferte er (neben Stephen Shore) unzählige Bilder aus dieser Zeit und dokumentierte die ausgehende 1960er Szenekultur: Warhols Kunstaktionen, Happenings, Besprechungen, Filmaufnahmen, etliche „Warhol-Superstars“ und vieles mehr. Indes lichtete er auch die von Warhol geförderten ersten Auftritte von The Velvet Underground & Nico ab.
Von Amphetaminen angefeuert, verbrachte der unermüdliche Name gleich sein ganzes Leben in der Factory und steigerte sich exzessiv in die Rolle des spiritus rector (Ideenfinders) und Archivars von Warhols Kunstfabrik hinein. So gehen beispielsweise die ausgeklügelten Lichteffekte und Diaprojektionen zu Warhols Multimediaspektakel Exploding Plastic Inevitable teilweise auf Names Konto. Er war unter anderem auch für den Schnitt der Warholschen Filme verantwortlich. Von Warhol physisch wie psychisch ausgelaugt, zog er sich letztlich ganz in die Dunkelkammer der Factory zurück, verbrachte Tage und Nächte darin und begann die Wände mit okkulten Formeln zu bekritzeln, bis er plötzlich eines Tages im Jahr 1970 aus der Factory verschwand.
Nach verschiedenen Stationen führte ihn sein Weg im Jahr 1977 schließlich zurück nach New York, wo er bis zu seinem Tod künstlerisch tätig war.